# American Primeval
American Primeval (Br: Terra Indomável / Pt: O Despertar do Oeste) é uma minissérie via streaming norte-americana de faroeste, criada e escrita por Mark L. Smith e dirigida por Peter Berg. Estrelada por Taylor Kitsch e Betty Gilpin, a série se passa em 1857, durante a Guerra de Utah. Foi lançada em 9 de janeiro de 2025, na Netflix.

## Sinopse
Ambientada em 1857 durante a Guerra de Utah, a série examina a luta pelo controle do Oeste Americano e o violento confronto entre A Igreja de Jesus Cristo dos Santos dos Últimos Dias (Igreja SUD) e as culturas no Território de Utah, centrando-se nos eventos que cercam o Massacre de Mountain Meadows.

## Elenco e personagens

### Principal
- Taylor Kitsch como Isaac Reed, um habilidoso homem da montanha criado pelos Shoshone Orientais, assombrado pela perda de sua esposa e filho.
- Betty Gilpin como Sara Holloway/Rowell, mãe de Devin, uma fugitiva procurada pelo assassinato e roubo de seu rico marido, fugindo para levar seu filho ao pai em Crooks Springs.[2]
- Dane DeHaan como Jacob Pratt, um devoto seguidor da Igreja SUD que busca uma vida melhor em Wyoming, com sua nova esposa Abish.
- Saura Lightfoot-Leon como Abish Pratt, esposa de Jacob e uma profunda crente na Igreja SUD.
- Derek Hinkey como Pena Vermelha, um guerreiro Shoshone e líder do Clã Lobo, que despreza os brancos americanos por sua agressão contra seu povo.
- Joe Tippett como James Wolsey, o líder da milícia mórmon.
- Jai Courtney como Virgil Cutter, um caçador de recompensas implacável que lidera um grupo de armadilhadores para encontrar Sara, além de reivindicar a recompensa pela cabeça dela.
- Preston Mota como Devin Rowell, o sensível filho jovem de Sara, que tem uma deficiência física que afeta sua mobilidade.
- Shawnee Pourier como Duas Luas, uma jovem indígena muda que foge de sua aldeia, buscando abrigo com Sara e Devin.
- Shea Whigham como Jim Bridger, o fundador e líder do posto de comércio Fort Bridger.

### Recorrente
- Lucas Neff como capitão Edmund Dellinger, um oficial do Exército dos EUA estacionado perto de Fort Bridger.
- Kyle Davis como Tilly, um membro combativo do grupo de Virgil.
- Tokala Black Elk como Buffalo Run, um orgulhoso guerreiro do Clã Lobo.
- Nick Hargrove como Sammy Cottrell, a mão direita de Bridger.
- Dominic Bogart como Frank Cook, um membro de alto escalão da milícia mórmon.
- Alex Fine como Gant, um membro leal do grupo de Virgil.
- Kip Weeks como Sargento-Mor Pepper, o segundo em comando dos homens de Dellinger e que atua como espião para a milícia mórmon.
- Andrew P. Logan como Lucas Cutter, o irmão mais novo de Virgil e um armadilhador local.
- Kim Coates como Brigham Young, o primeiro governador do Território de Utah e o segundo presidente da Igreja SUD.
- Irene Bedard como Passáro do Inverno, mãe de Pena Vermelha, mãe adotiva de Reed, e a sábia matriarca dos Shoshone.
- Nanabah Grace como Kuttaambo'i, uma feroz guerreira do Clã Lobo.
- Alex Breaux como Wild Bill Hickman, um membro de alto escalão da Igreja SUD.
- Jeremiah Bitsui como Raposa Cinzenta, um soldado nativo americano servindo sob Dellinger.
- Mosiah Aaron Crowfoot como Alce Jovem, filho de Pena Vermelha.

## Episódios
| N.º na temp. | Título                   | Dirigido por | Escrito por   | Lançamento           |
| --- | ------------------------ | ------------ | ------------- | -------------------- |
| 1 | "Episode 1" "Episódio 1" | Peter Berg   | Mark L. Smith | 9 de janeiro de 2025 |
| Sara Rowell e seu filho, Devin, viajam do Kansas para Fort Bridger, Wyoming, na esperança de encontrar o pai de Devin. Lá, eles descobrem que Beckworth, que deveria ser seu guia para Crooks Springs, foi embora. A rota para Crooks Springs é desconhecida, subdesenvolvida e perigosa, impedindo-os de chegar ao local remoto. Apesar dos avisos do chefe do forte Jim Bridger sobre as duras condições do inverno e conflitos regionais, Sara insiste em continuar a jornada. Depois que seu guia contratado do Kansas, o Sr. Frye, é morto acidentalmente no forte, Sara pede a Isaac Reed, um homem das montanhas criado entre os Shoshone e familiarizado com o terreno, para guiá-los. Reed se recusa a se juntar à expedição, mas depois segue Sara e Devin secretamente por preocupação com sua segurança. Sara se junta a um grupo mórmon liderado pelos recém-casados Jacob e Abish Pratt por segurança. Um caçador de recompensas de St. Louis revela a verdadeira identidade de Sara como Sara Holloway após sua partida, uma fugitiva procurada por assassinato com uma recompensa de US$ 1.500. O caçador de recompensas é morto pelo grupo de Virgil, caçadores locais, buscando a recompensa. O grupo eventualmente descansa com uma caravana de 200 colonos do Arkansas. As tensões aumentam quando uma milícia mórmon reivindica o território e exige que todo o grupo saia, sem saber que alguns entre eles são mórmons. Quando os colonos se recusam, a milícia, disfarçada de nativos americanos, os embosca com a ajuda de aliados paiutes. A maior parte do grupo é massacrada, e mulheres são levadas como pagamento. Reed salva Sara e Devin. Jacob Pratt é gravemente ferido, e o grupo de Pratt, junto com os Arkansans, morrem. |                          |              |               |                      |
| 2 | "Episode 2" "Episódio 2" | Peter Berg   | Mark L. Smith | 9 de janeiro de 2025 |
| Jacob Pratt sobrevive ao massacre; sua esposa Abish, no entanto, está desaparecida. O capitão do exército dos EUA Edmund Dellinger, investigando o massacre, aborda Jacob para obter ajuda. Jacob, em vez disso, se junta à milícia mórmon, acreditando que eles podem ajudá-lo a encontrar Abish. Enquanto isso, Sara, Devin e Duas Luas, uma mulher nativa americana que fugiu do abuso e buscou refúgio com a caravana, são perseguidos pelo grupo de Virgil, enquanto Reed é caçado separadamente por paiutes contratados pela milícia mórmon para eliminar os sobreviventes. Os dois grupos eventualmente convergem, capturando o grupo de Reed e Sara. No entanto, Two Moon mata um homem do grupo de Virgil, criando uma abertura para Sara e Devin escaparem. Reed também foge dos paiutes, se machucando no processo. Abish, mantida em cativeiro pelos paiutes, é poupada quando a guerreira Shoshone Pena Vermelha mata seus captores e as outras mulheres cativas. Pena Vermelha leva Abish para seu grupo. Reed se aproxima de um grupo de caçadores americanos brancos para comprar cavalos, mas eles se tornam hostis quando reconhecem Sara. Eles tentam capturá-los à força e, em legítima defesa, Reed mata os caçadores, ficando gravemente ferido na luta. Antes de desmaiar, ele concorda com a oferta de Sara de US$ 1.500 para uma passagem segura para Crooks Springs. O grupo é finalmente levado pelos Shoshone, onde Reed encontra Dellinger, que está procurando por Pena Vermelha. Enquanto Reed se recupera, o grupo retoma sua jornada em direção a Crooks Springs. Enquanto isso, Jacob continua a seguir a milícia mórmon, mantendo sua promessa de ajudá-lo a encontrar Abish. |                          |              |               |                      |
| 3 | "Episode 3" "Episódio 3" | Peter Berg   | Mark L. Smith | 9 de janeiro de 2025 |
| A milícia mórmon, com o objetivo de esconder seu envolvimento no massacre, envia Jacob e Cook com um grupo de caçadores liderados por Virgil para encontrar Sara, que está viajando com uma mulher desconhecida, esperando que seja Abish, mas eles fazem isso simplesmente para removê-lo da situação. Enquanto isso, Brigham Young, o primeiro governador do Território de Utah, tenta comprar Fort Bridger de Jim Bridger, que serve como um ponto de entrada importante para os colonos na região controlada pelos mórmons. Sara encontra uma jovem garota de língua francesa e, apesar das objeções de Reed devido à sua suspeita de sua aparição repentina, ela decide ajudar. Eles são emboscados e capturados por catadores de língua francesa, com a garota agindo como isca. Duas Luas consegue escapar antes da captura e, naquela noite, Sara é estuprada. Duas Luas retorna naquela noite, ajudando Sara a escapar. Em um acesso de raiva, Sara mata os catadores, mas poupa a menina e sua avó, pois ela fica sem balas. Abish é levada para o clã principal Shoshone após tentativas de fuga malsucedidas. Jacob, acompanhado por um membro da milícia mórmon, percebe que ele está olhando para um relógio de bolso de um de seus amigos, percebendo que os mórmons estão envolvidos no massacre. Enquanto isso, o grupo de Pena Vermelha mata o grupo de batedores de Dellinger, aumentando as tensões na área. |                          |              |               |                      |
| 4 | "Episode 4" "Episódio 4" | Peter Berg   | Mark L. Smith | 9 de janeiro de 2025 |
| Depois que Brigham Young falha em negociar com Jim Bridger, os mórmons tentam comprar os pertences de Bridger a um preço inflacionado, o que ofende Jim e resulta em Bill, um oficial de alta patente sob Brigham Young, sendo ferido. Enquanto isso, Abish experimenta o estilo de vida Shoshone e percebe a gentileza deles. Ela avisa Pena Vermelha para não fazer guerra contra os homens brancos devido ao seu orgulho. Pena Vermelha a ouve e concorda, trazendo-a, junto com dois soldados do exército capturados, de volta a Dellinger. Dellinger usa Abish para identificar os membros da milícia mórmon responsáveis pelo massacre. No entanto, Abish logo percebe que os mórmons não vão parar por nada para silenciá-la como testemunha, então ela escapa de volta para os Shoshone, apesar da proteção de Dellinger. Jacob, em um acesso de raiva, mata Cook, um membro da milícia mórmon que o acompanhava. A desconfiança então faz com que o grupo de caçadores de recompensas deixe Jacob para trás. O segundo em comando de Dellinger, o Sargento-Major Pepper, é revelado como um agente duplo trabalhando para Bill, expondo os planos de reforços de Dellinger. O grupo de Reed e Sara é pego em uma nevasca nas profundezas das montanhas. Sara demonstra alguma afeição por Reed, mas ele a rejeita, assombrado por seu passado doloroso. Ao longo do caminho, o cavalo de Devin é gravemente ferido. Para evitar mais sofrimento, Reed atira no cavalo. A perna de Devin também é quebrada no processo, e o grupo procura abrigo com urgência. |                          |              |               |                      |
| 5 | "Episode 5" "Episódio 5" | Peter Berg   | Mark L. Smith | 9 de janeiro de 2025 |
| A milícia mórmon ataca o acampamento de Dellinger, massacrando todos, incluindo Pepper, seu espião. Brigham Young oferece a Jim Bridger uma quantia muito maior do que antes para comprar seu forte, mas Jim se recusa mais uma vez. Brigham então tenta prender Jim por supostamente se afiliar a indígenas sob jurisdição mórmon, mas a comunidade do forte se opõe a ele e força Brigham a sair. Abish, junto com Pena Vermelha, chega para ajudar Dellinger, temendo um ataque mórmon, mas eles só descobrem os corpos de soldados do Exército dos EUA e Dellinger. Enquanto isso, nas montanhas, o grupo de Reed e Sara cuida da perna ferida de Devin, que ficou gravemente infectada. Sara se recusa a amputá-la. Reed, assombrado pelas memórias das mortes de sua esposa e filho, concorda em ajudar Duas Luas a cauterizar a perna de Devin para parar a infecção. O procedimento é bem-sucedido. Caçadores de recompensas locais logo encontram o grupo, e um deles captura Sara, fugindo com ela. Reed mata impiedosamente os caçadores de recompensas restantes. Enquanto isso, os Shoshone se preparam para a guerra contra a milícia mórmon. |                          |              |               |                      |
| 6 | "Episode 6" "Episódio 6" | Peter Berg   | Mark L. Smith | 9 de janeiro de 2025 |
| Brigham Young faz uma oferta final a Jim Bridger, presenteando-o com duas grandes sacolas cheias de dinheiro, excedendo em muito suas ofertas anteriores. Desta vez, Jim Bridger aceita o acordo, concordando em esvaziar sua comunidade em dois dias para que Brigham possa queimar Fort Bridger até o chão. Enquanto isso, Jacob, caindo na loucura, é encontrado por Bill. Juntos, eles lançam um ataque noturno a um clã Shoshone. Durante a batalha caótica, Jacob atira sem saber em Abish, que está vestida com trajes Shoshone. Quando Jacob finalmente a reconhece, ele a beija uma última vez antes que ela morra em seus braços. Dominado pela culpa e tristeza, Jacob atira em si mesmo, matando-se. Ao amanhecer, os Shoshone são aniquilados, incluindo seu líder, Pena Vermelha. No entanto, Pena Vermelha conseguiu matar Wolsey, o líder da milícia mórmon, antes de sucumbir aos seus ferimentos. Com os Shoshone derrotados, Brigham Young ordena que Fort Bridger seja queimado até o chão. Enquanto os moradores do forte bebem até ficarem estuporosos em meio às chamas, Jim foge silenciosamente. Reed rastreia Sara e seus captores, mata todos os homens, exceto o irmão de Virgil, e resgata Sara. Os dois se reúnem com Devin e Duas Luas, e o grupo retoma sua jornada em direção a Crooks Springs. Próximos a Crooks Springs, Reed anuncia que eles não precisam mais de sua ajuda e se prepara para se separar. Sara, no entanto, confessa seu amor por ele, e eles se beijam. Sem o conhecimento deles, o irmão de Virgil seguiu o grupo, em busca de vingança. Ele embosca Duas Luas, Devin e Sara, mas Reed retorna bem a tempo de salvá-los. Na luta que se seguiu, Reed mata o irmão de Virgil, mas fica gravemente ferido. Ele sucumbe aos ferimentos logo depois. O grupo realiza um funeral para Reed, homenageando-o com as tradições Shoshone. De pé nas colinas de Crooks Springs, Sara olha para o oeste e decide não ficar, optando por continuar sua jornada para a Califórnia, deixando Crooks Springs para trás. |                          |              |               |                      |

## Produção

### Desenvolvimento
A série de seis partes foi escrita por Mark L. Smith e dirigida por Peter Berg. Berg, via Film 44, e Eric Newman, via Grand Electric, são produtores executivos. Foi encomendada pela Netflix em dezembro de 2022. Smith também é um produtor executivo da série.
Berg disse que foi inspirado a criar a série após ler sobre a Guerra de Utah e o Massacre de Mountain Meadows e começou a pesquisá-los. A série incorpora eventos reais, como o massacre retratado no piloto, junto com as histórias de pessoas reais que viveram durante a Guerra de Utah de 1857. Personagens da vida real como Jim Bridger, um pioneiro pego entre facções em guerra; Brigham Young, o líder da Igreja SUD que comandou seu exército conhecido como a Legião de Nauvoo; e Wild Bill Hickman, um policial e membro dessa milícia, foram incorporados. Berg e Smith se reuniram com autores de livros sobre o Massacre e visitaram o local do massacre para tentar obter a compreensão mais abrangente possível de como aquele evento ocorreu. Julie O'Keefe atuou como consultora indígena do programa.

### Elenco
Taylor Kitsch foi confirmado em um papel principal no final de 2022. Em janeiro de 2023, Dane DeHaan, Jai Courtney, Betty Gilpin, Shea Whigham, Kyle Davis,  Nick Hargrove, Derek Hinkey, Saura Lightfoot-Leon, Preston Mota, Shawnee Pourier e Joe Tippett se juntaram ao elenco.

### Filmagem
As filmagens ocorreram no Novo México a partir de fevereiro de 2023, com interrupções devido à greve da SAG-AFTRA de 2023. Kitsch sofreu uma fratura no pé durante a produção. As filmagens duraram 130 dias, dos quais apenas dois dias foram em sets internos. As locações no Novo México incluíram as pequenas cidades de Cochiti Pueblo e Santa Clara Pueblo, estúdios de som em Santa Fé, e a montanha de esqui Pajarito, além do Bonanza Creek Ranch no norte do Novo México e do Charles R Ranch perto de Santa Fe. Os construtores de sets usaram apenas ferramentas disponíveis na década de 1800 para construir sua versão de Fort Bridger.

## Música
A Explosions in the Sky, banda de pós-rock que trabalhou anteriormente com Berg no filme Friday Night Lights (2005) e Lone Survivor (2013), compôs a música da série. A Netflix Music lançou a trilha sonora da série.

## Recepção

### Resposta da crítica
No site de agregação de resenhas Rotten Tomatoes, American Primeval tem uma taxa de aprovação de críticos de 68% baseada em 53 resenhas, com uma classificação média de 6,5/10. O consenso dos críticos do site lê: "Filmado de forma elegante e completamente sombrio, American Primeval enfatiza seu ponto sobre a brutalidade profunda de uma nação de maneira persuasiva e, às vezes, entorpecente". O Metacritic, que usa uma média ponderada, atribuiu uma pontuação de 59 de 100 baseada em 27 críticos, indicando "resenhas mistas ou medianas".

### Resposta da Igreja SUD
A Igreja de Jesus Cristo dos Santos dos Últimos Dias divulgou uma declaração condenando o programa por ser "perigosamente enganoso", e disse: "quanto ao Massacre de Mountain Meadows, que a série retrata de forma imprecisa como reflexo de um grupo de fé inteiro, a Igreja há muito reconhece e condena essa trágica atrocidade. Também tomou medidas significativas para descobrir e compartilhar toda a verdade sobre o que aconteceu e promover a cura". A declaração também denunciou a representação de Brigham Young como "egregiamente caracterizado de forma errada" e pediu que as pessoas fossem pacificadoras.

## Links externos
- American Primeval. no IMDb.